# Musée Filippo-De-Pisis
Pour les articles homonymes, voir Filippo.

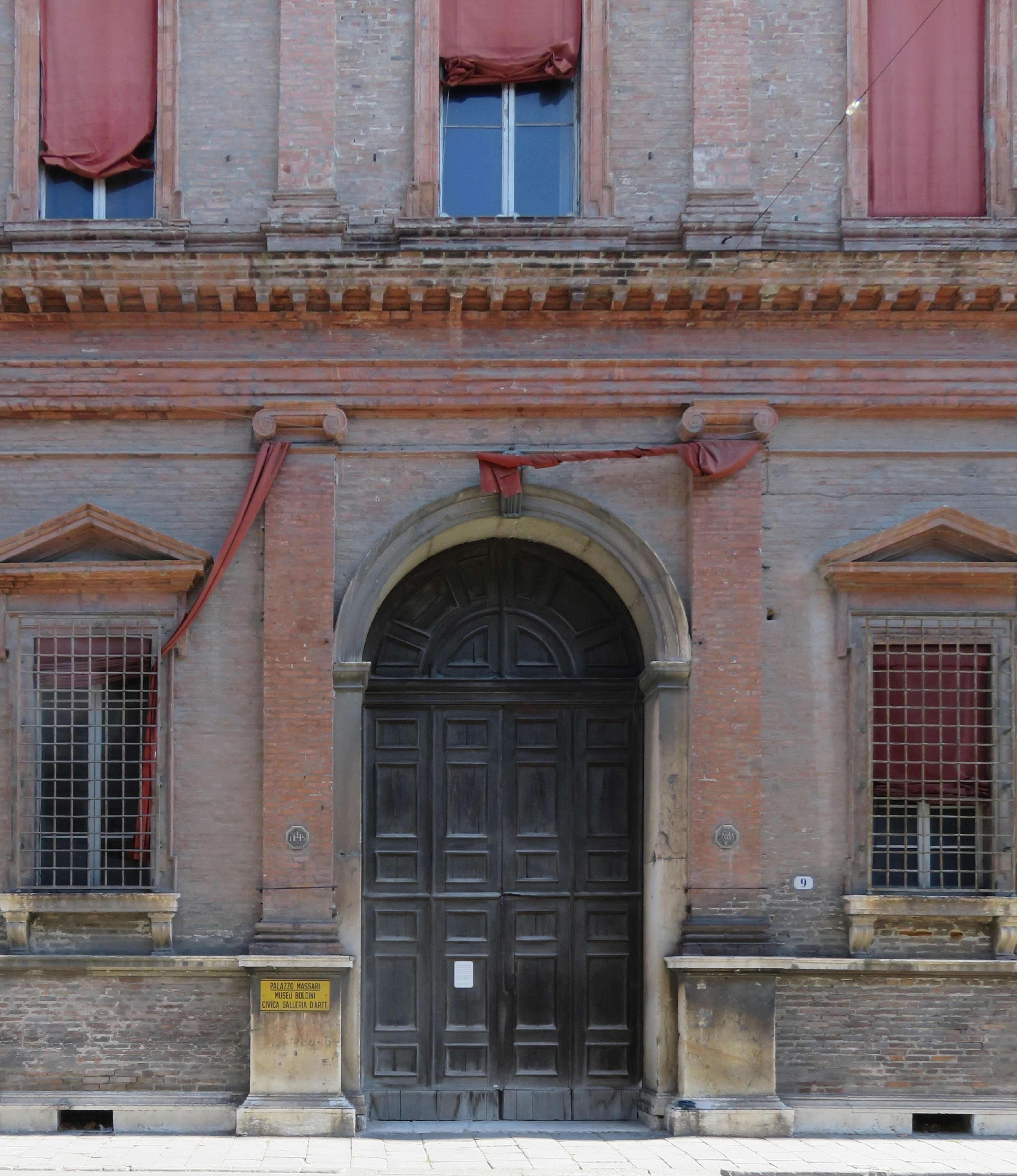
Entrée donnant sur le Corso Porta Mare.

Le musée d'art moderne et contemporain Filippo-de-Pisis (Museo d'arte moderna e contemporanea Filippo de Pisis) est un musée d'art se trouvant au rez-de-chaussée du palais Massari de Ferrare, en Italie. Le tremblement de terre de 2012 a provoqué la fermeture pour travaux du musée, dont une partie des œuvres est exposée au Castello Estense.

## La collection
C'est ici qu'est conservée une grande partie des œuvres du peintre ferrarais Filippo de Pisis (1896-1956), avec des maîtres locaux, dont les peintres Carlo Carrà, Mario Pozzati, Mimì Quilici Buzzacchi (it), Silvan Gastone Ghigi et les sculpteurs Arrigo Minerbi, Enzo Nenci (it), Giuseppe Virgili (it) et Annibale Zucchini.
Les premières salles sont dédiées à Mario Sironi, Aroldo Bonzagni et Achille Funi, tandis que les suivantes abritent des sculptures. La collection de Roberto Melli (en) est remarquable et présente sa production sculptée de jeunesse et les tableaux de sa maturité.

## Filippo de Pisis
L'œuvre peint de Filippo de Pisis témoigne ici de ses toiles de jeunesse à Ferrare, de sa période romaine, jusqu'à son époque parisienne d'avant-guerre, où il fait évoluer sa peinture métaphysique vers une approche plus personnelle, dont le style est caractérisé par des touches rapides et des traits simples, et appelé par les critiques « sténographie picturale ». La dernière période italienne jusqu'à son ultime séjour à Brugherio est la synthèse d'une recherche vers l'essence figurative.

## Source
- (it) Cet article est partiellement ou en totalité issu de l’article de Wikipédia en italien intitulé « Museo d'arte moderna e contemporanea Filippo de Pisis » (voir la liste des auteurs).